# Skälltjärnen, Jämtland
Skälltjärnen är en sjö i Åre kommun i Jämtland och ingår i Indalsälvens huvudavrinningsområde. Sjön har en area på 0,163 kvadratkilometer och ligger 539,5 meter över havet.

## Delavrinningsområde
Skälltjärnen ingår i det delavrinningsområde (705655-134538) som SMHI kallar för Utloppet av Skälltjärnen. Medelhöjden är 647 meter över havet och ytan är 6,57 kvadratkilometer. Det finns inga avrinningsområden uppströms utan avrinningsområdet är högsta punkten. Vattendraget som avvattnar avrinningsområdet har biflödesordning 4, vilket innebär att vattnet flödar genom totalt 4 vattendrag innan det når havet efter 353 kilometer. Avrinningsområdet består mestadels av skog (78 procent) och kalfjäll (14 procent). Avrinningsområdet har 0,16 kvadratkilometer vattenytor vilket ger det en sjöprocent på 2,5 procent.